# Fuerzas Armadas de los Países Bajos
Las Fuerzas Armadas de los Países Bajos consisten en el Ejército, la Marina y la Fuerza Aérea. Los servicios militares en estas ramas son los siguientes:
- Koninklijke Landmacht (KL), Real Ejército de los Países Bajos.
- Koninklijke Marine (KM), Marina Real de los Países Bajos (Servicio Aérea Naval) y Korps Mariniers (Cuerpo de Marines).
- Koninklijke Luchtmacht (KLu), Real Fuerza Aérea de los Países Bajos.
- Koninklijke Marechaussee (KMar), Gendarmería Real.

Además, dentro del Reino de los Países Bajos, existen pequeñas fuerzas locales conscriptas en las islas de Aruba (Arumil) y Curaçao (Antmil). Estas operan bajo los auspicios de la Real Marina y Marines de los Países Bajos. 
Los rangos militares de las fuerzas armadas neerlandesas tienen similitudes con los rangos militares británicos y norteamericanos. El oficial de más alto rango en las fuerzas armadas neerlandesas es el Jefe de la Defensa de los Países Bajos, que normalmente (pero no necesariamente) es un oficial de cuatro estrellas (OTAN OF-9).

### Organigrama

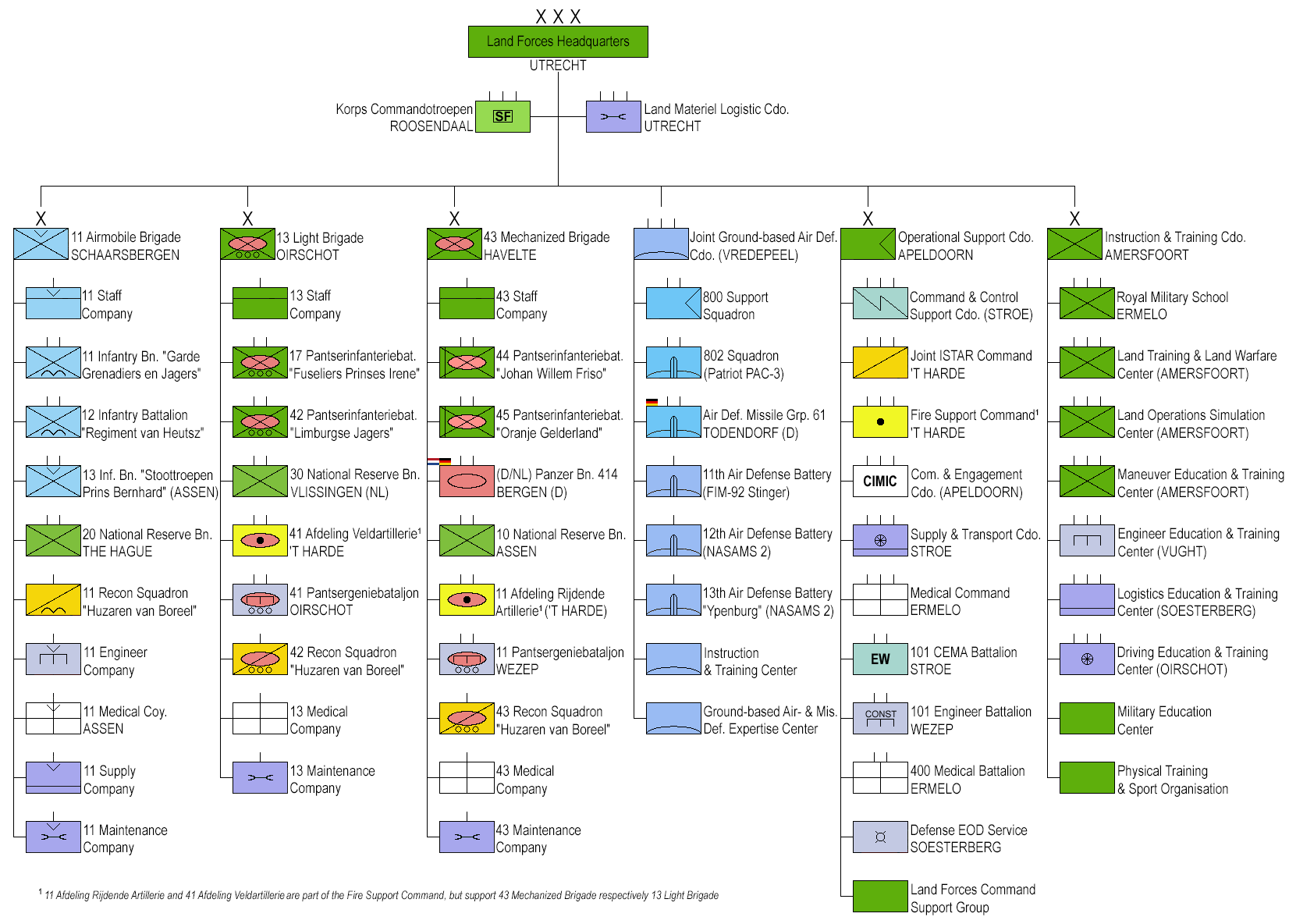
Organigrama de las fuerzas de tierra 2025 (clic para maximizar).

## Ramas de las Fuerzas Armadas de los Países Bajos

### Ejército de tierra

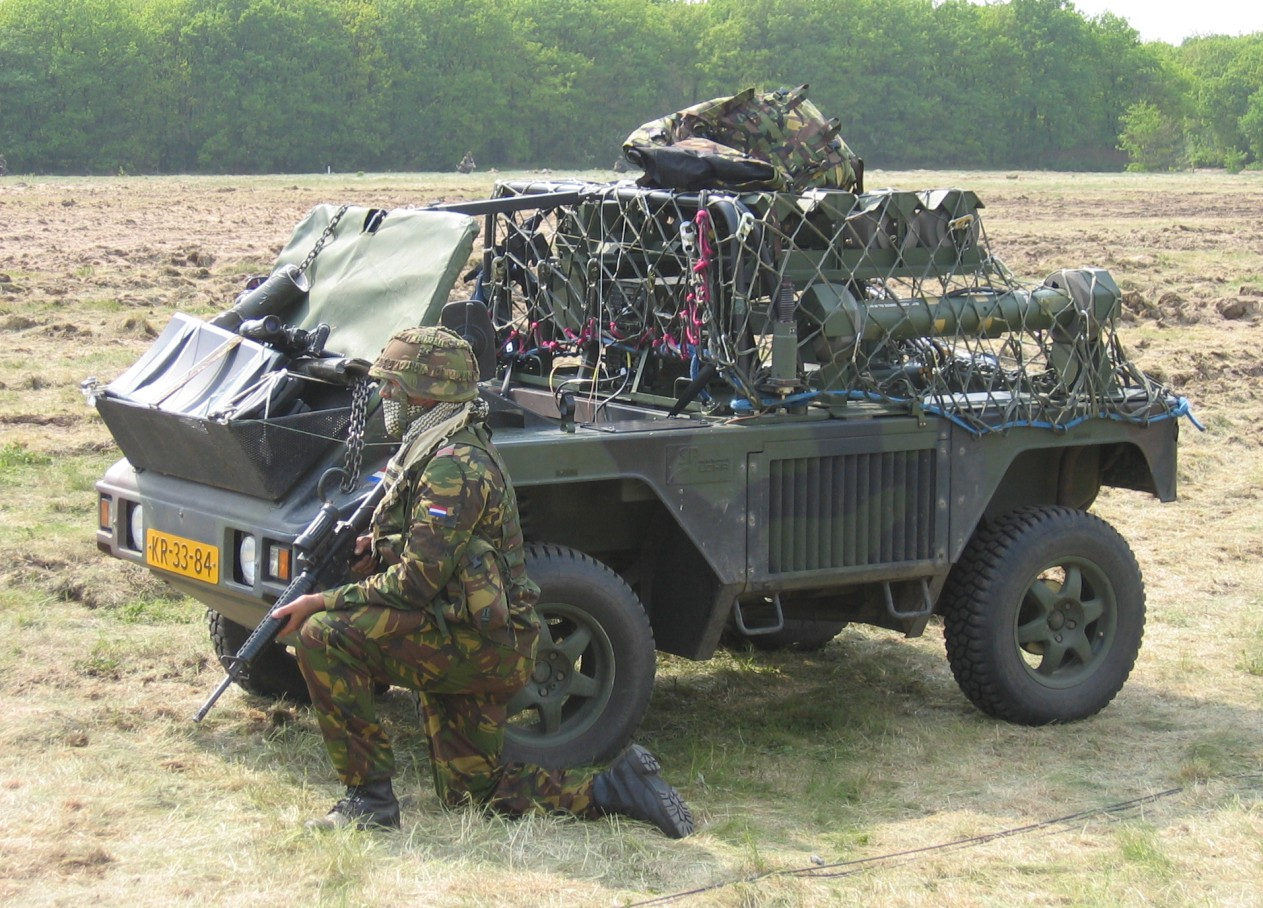
Vehículo ligero del ejército de tierra neerlandés.

El ejército de tierra (Koninklijke Landmacht) es el componente principal del ejército neerlandés. Tiene por misión la defensa del territorio, el acudir en ayuda de personas siniestradas por causa de catástrofes naturales y de participar en misiones de organizaciones internacionales de las que los Países Bajos son miembros. El Real Ejército Neerlandés también puede asistir las fuerzas del orden dentro del mantenimiento del orden interno si ello fuera necesario.

### Fuerza aérea

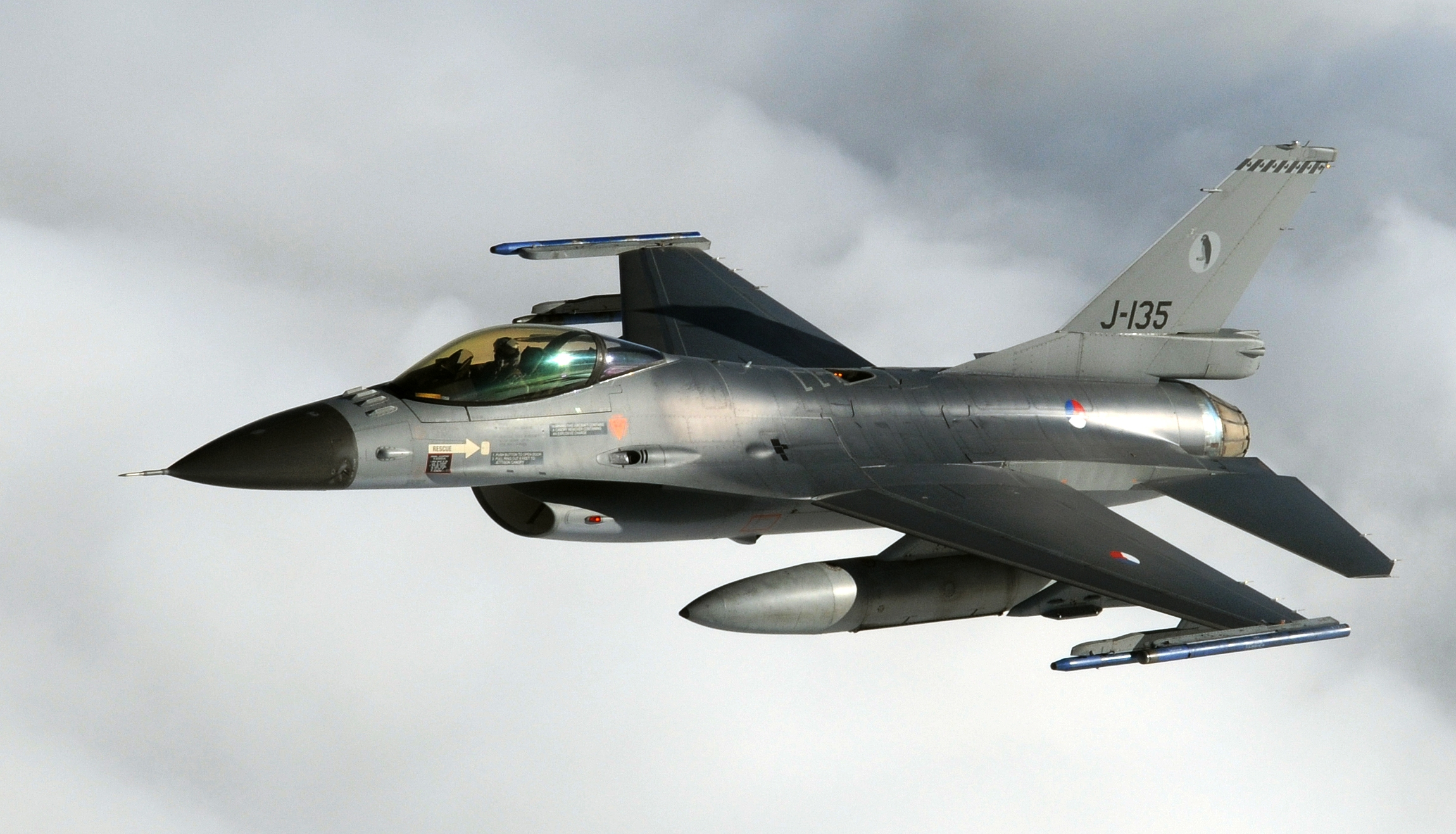
F-16 de la escuadrilla 322.

Al fin de la Guerra Fría y de conflicto generalizado en Europa, la fuerza aérea neerlandesa se ha orientado hacia una misión de sostenimiento de las diferentes misiones internacionales mantenimiento de la paz o humanitarias. Los aparatos aéreos neerlandeses así han intervenido en Afganistán,  Kosovo o más recientemente Libia. Los helicópteros de la fuerza aérea pueden también ser utilizados en las misiones de búsqueda en el seno del territorio neerlandés y la fuerza aérea más generalmente debe asegurar la defensa del espacio aéreo neerlandés. Por otra parte, la fuerza aérea participa en múltiples programas de cooperación con sus vecinos europeos.

### Marina neerlandesa
La marina neerlandesa el más antiguo de los cuerpos de las fuerzas armadas neerlandesas y fue durante largo tiempo una de las puntas de lanza de la pujanza militar y económica de las Provincias Unidas. A fecha de 1 de enero de 2010, la marina neerlandesa está compuesta de 10.993 efectivos de los cuales 9946 militares (6886 marineros y 3060 infantes de marina). La marina neerlandesa está también notablemente presente en el seno de los territorios neerlandeses de las Antillas (Aruba y las islas de las antiguas Antillas Neerlandesas). Estos territorios independientes pero pertenecientes a la Corona neerlandesa gestionan sus asuntos internos pero los asuntos externos y la defensa permanecen en manos de los Países Bajos. La marina neerlandesa participa notoriamente en las misiones de lucha contra el narcotráfico y puede intervenir en el mantenimiento del orden. Por último, la marina participa en la formación de la milicia antillana en el seno de estos territorios del Caribe.
La marina neerlandesa puede ser dividida en tres cuerpos: la fuerza marítima, la infantería de marina y la guarda costera. Este último cuerpo es una organización civil separada a cuenta de siete ministerios diferentes pero cuyo comando operacional es detentado por la marina neerlandesa.

### Marechaussee real
La marechaussee real (Koninklijke Marechaussee) creado en 1814 es un cuerpo similar a la gendarmería francesa. Efectúa funciones de policía pero sus miembros tienen estatuto militar. Está compuesta por 6.800 efectivos encargados entre otras funciones de las misiones fronterizas. La marechaussee neerlandesa participa también en el mantenimiento del orden (notoriamente en caso de manifestaciones), en la seguridad de puertos y aeropuertos, dirige las operaciones policía en el ámbito del Ministerio de Defensa, puede efectuar investigaciones criminales y puede ser desplegada en misiones internacionales.

## Composición
Las Fuerzas Armadas de los Países Bajos están divididas en cuatro cuerpos a imagen de las fuerzas armadas francesas: ejército de tierra, fuerza aérea, marina y fuerza policial con estatuto militar.

## Intervenciones internacionales
Desde principios de la década de 1990, las fuerzas armadas neerlandesas están comprometidas con una política de «seguridad activa» consistente en participar en las misiones de mantenimiento de la paz internacional para garantizar la paz y el respecto del derecho internacional en el mundo. Estas actuaciones están reguladas en la Constitución. Las fuerzas armadas tienen por lo tanto la misión de asegurar la defensa de principios a escala internacional. Por lo tanto, las fuerzas neerlandesas se han implicado grandemente en misiones de la ONU desde principios de la década de 1990 en Camboya y notoriamente en los Balcanes. 
Sin embargo, después de la masacre de Srebrenica, la gestión política del gobierno neerlandés ha sido juzgada responsable del fracaso de la acción del contingente neerlandés de 400 hombres. Este acontecimiento también condujo a un cuestionamiento de la eficacia de las misiones de la ONU. Este fracaso condujo a la dimisión del gobierno neerlandés de la época y un cambio en la política extranjera de los Países Bajos. Esta se orienta más a una participación más activa en misiones de la OTAN y de la Unión Europea que han sido juzgadas más realistas. En efecto, las misiones de la ONU son sometidas a imperativos de consenso entre los diferentes miembros permanentes del Consejo de Seguridad en el que los intereses son a menudo divergentes. Estas divergencias pueden conducir a limitar la eficacia de los Cascos azules. Así, a pesar de que los Países Bajos están entre los diez primeros contribuyentes financieros en misiones de mantenimiento de la paz de la ONU, el país se clasifica entre las posiciones 50.ª y 70.ª en lo concerniente a efectivos desplegados en el seno de estas misiones mientras que al mismo tiempo las fuerzas armadas neerlandesas están activamente involucradas en misiones de la OTAN y de la UE.
En la actualidad, las fuerzas armadas neerlandesas están involucrados en múltiples teatros de operaciones den el seno de misiones de la Unión Europea, de la OTAN y de la ONU. Las cifras mostradas aquí abajo son a fecha de 20 de octubre de 2011:
- Bosnia y Herzegovina: 75 militares en el seno de la misión EUFOR Althea.
- Afganistán: 183 militares en el seno de la misión ISAF de la OTAN. De 2006 hasta verano de 2010, 1950 soldados neerlandeses son presentes en el Sur de Afganistán y aplican la política de las 3D (defensa, diplomacia, desarrollo). Esto significa que además de las misiones puramente militares, el contingente neerlandés dirige misiones de formación del ANA y diferentes operaciones destinadas a favorecer la educación y vacunación de la población afgana por ejemplo. Sin embargo, el gobierno neerlandés reconsideró su participación el dispositivo de la ISAF en febrero de 2010 y en verano del mismo año repatrió una gran parte de estas fuerzas. En total, 24 militares neerlandeses han muerto en Afganistán.
- República Democrática del Congo: 3 militares en seno de la misión EUSEC.
- Kosovo: 7 militares en seno de la misión  KFOR.
- Georgia: 9 observadores militares en el seno de la misión europea en Georgia.
- 12 observadores militares trabajan a cuenta de la UNTSO.
- Sudán: 1 militar en Darfur en el seno de la MINUAD.